# Steam Controller

Steam Controller

Steam Controller – gamepad wyprodukowany przez Valve i wydany 10 listopada 2015 roku. Przeznaczony jest dla komputerów Steam Machine i innych mogących uruchomić aplikację Steam w trybie Big Picture Mode.

## Specyfikacja techniczna
Steam Controller jest wyposażony w dwa panele dotykowe. Haptyczne siłowniki po obu stronach kontrolera odpowiedzialne są za wibracje mierzone w mikrosekundach. Dwustanowe spusty można zaprogramować w taki sposób, aby działały cyfrowo, analogowo lub oba jednocześnie. Odchylają się one o 10 stopni. Gamepad zawiera również gałkę analogową. Zasięg bezprzewodowej komunikacji wynosi około pięciu metrów. Wspiera USB 2.0 poprzez port Micro USB. Odbiornik USB umożliwia bezprzewodowe parowanie. Steam Controller zasilany jest bateriami alkalicznymi AA, które umożliwiają ponad 40 godzin standardowej gry.

## Odbiór
W październiku 2016 roku Valve ujawniło, że gamepad został sprzedany w blisko milionie egzemplarzy.